# Ynolate

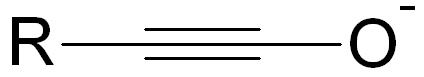
Structure moléculaire des ynolates.

Un ynolate est un composé chimique considéré comme un analogue alcyne d'un énolate :  il est formellement constitué d'un ion alcoolate lié à un alcyne, mais par résonance il coexiste avec d'autres formes, notamment avec une forme cétène (carbone divalent lié par deux doubles liaisons à l'oxygène et au carbone voisins). Les ynolates ont été synthétisés pour la première fois en 1975 par Schöllkopf et Hoppe par fragmentation du 3,4-diphénylisoxazole induite par le n-butyllithium : 
D'un point de vue rétro-synthétique, les ynolates réagissent comme les cétènes ou les synthons.
Comme les énolates, les ynolates peuvent être silylés par réaction avec le chlorure de triméthylsilyle. Les ynolates peuvent être utilisés dans de nombreuses synthèses car ils peuvent réagir par cycloaddition 1,3-dipolaire ou par addition nucléophile.